# Polygonum glaucescens
Polygonum glaucescens är en slideväxtart som beskrevs av N.A. Ivanova och N.N. Tupitsyna. Polygonum glaucescens ingår i släktet trampörter, och familjen slideväxter. Inga underarter finns listade i Catalogue of Life.